# Glyphochilus
Glyphochilus là một chi bọ cánh cứng trong họ 
Elateridae.
Chi này được miêu tả khoa học năm 1859 bởi Candèze.

## Các loài
Các loài trong chi này gồm:
- Glyphochilus basicollis Lea, 1929
- Glyphochilus bicolor Candèze, 1878
- Glyphochilus brunnipes Schwarz, 1902
- Glyphochilus championi Candèze, 1882
- Glyphochilus furvus (Erichson, 1842)
- Glyphochilus inconspicuus Lea, 1929
- Glyphochilus kentiae Lea, 1929
- Glyphochilus laticollis Schwarz, 1902
- Glyphochilus leptus Candèze, 1859
- Glyphochilus lucidus (Erichson, 1842)
- Glyphochilus montanus Blackburn, 1892
- Glyphochilus occidentalis Candèze, 1882
- Glyphochilus opaculus Schwarz, 1902
- Glyphochilus spissus Vats & Chauhan, 1993
- Glyphochilus ustulatus Schwarz, 1902
- Glyphochilus venustulus Schwarz, 1902
- Glyphochilus waterhousei Lea, 1929